# Amiga Chipset
Amiga Chipset är en samling dedikerade kretsar som hanterar grafik, ljud, DMA m.m. i en serie datorer som kallas Amiga. Det finns tre officiella generationer av dedicerade kretsar som används i Amiga datorer. En fjärde generation var under utveckling men som en följd av att företaget Commodore gick i konkurs strax innan utvecklingen slutförts blev den aldrig använd i någon kommersiell produkt.
Prototypkretsarna utvecklades av Jay Miner, Dave Needle och Joe Decuir hos det amerikanska företaget Hi-Toro. Namnet på prototypkretsarna var Jane, Portia (ljud och I/O) och Daphne (grafik).

## Original Amiga Chipset
Kretsarna som ingår i detta chipset är tre till antalet och heter Agnus (MMU, Bitt blitter), Paula (ljud och I/O) samt Denise (grafik).
- Amiga 1000 (1985) Agnus
- Amiga 500 (1987) Fat Agnus
- Amiga 2000 (1987) Fat Agnus

## Enhanced Chip Set
- Amiga 3000 (1990) Super Agnus
- Amiga 500+ (1991) Super Agnus
- Amiga 600 (1992) Super Agnus

## Advanced Graphics Architecture
(1992)
- Amiga CD32 Alice
- Amiga 1200 (1992) Alice
- Amiga 4000 (1993) Alice

## Advanced Amiga Architecture
Kretsen Paula byter namn till Mary (16-bitars ljud i 8 kanaler), Andrea (med en uppdaterad blitter), Monica och Linda.
- Advanced Amiga Architecture användes aldrig i kommersiella sammanhang.

| Amiga Chipset                                                                                                |
| Original Amiga Chipset \| Enhanced Chip Set \| Advanced Graphics Architecture \| Advanced Amiga Architecture |